# Ermida de Santo Amaro (Santo Amaro)

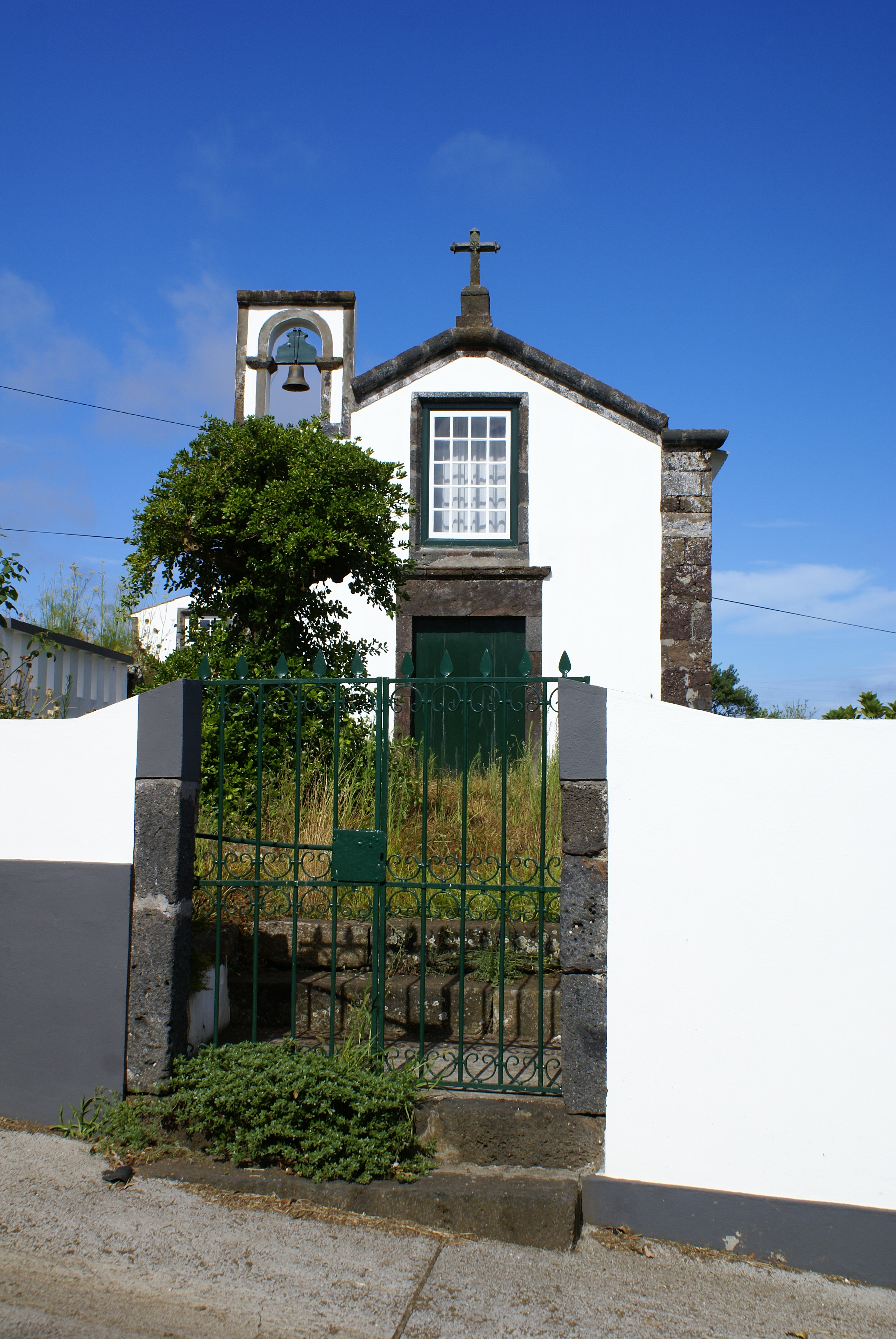
Ermida de Santo Amaro.

A Ermida de Santo Amaro é uma Ermida portuguesa localizada na aldeia de Santo Amaro, ao concelho de Santa Cruz da Graciosa, na ilha Graciosa, no arquipélago dos Açores.
A ermida mede 4,60 metros de largura  por 9,40 metros de comprimento. Tem un adro murado e um jardim. A construção devera ter-se iniciado entre 1693 e1705. E uma ermida de muita devoção.